# Der letzte unsichtbare Junge
Der letzte unsichtbare Junge ist ein Kinderbuch von Evan Kuhlman, das für den Deutschen Jugendliteraturpreis 2011 nominiert wurde.
Protagonist ist der zwölfjährige Finn Garret, der in seinem Tagebuch aufschreibt, wie ihn der plötzliche Tod seines Vaters, der bei einem Flugzeugabsturz umgekommen ist, aus der Bahn geworfen hat. Als Reaktion auf den Verlust des Vaters verfärben sich seine Haare weiß, seine Haut wird blass, er hat das Gefühl sich allmählich aufzulösen und erlebt sich selbst als Geist. Er entwickelt die beängstigende Vorstellung, eines Tages unsichtbar zu werden.
In dem Tagebuch wird in mehreren Facetten deutlich, wie Finn seine Trauer bewältigt. Die Tagebucheintragungen wechseln zwischen Gegenwart und Erlebnissen der Vergangenheit. Strichzeichnungen und Cartoons lockern Finns Eintragungen auf, und es entsteht der Eindruck von Authentizität des Schreibers und des Tagebuchs selbst.

## Handlung
In Rückblenden erinnert Finn in seinem Tagebuch an Erlebnisse mit seinem Vater, die er in der Rückschau auch anders interpretiert, als er sie ursprünglich erlebt hat. Er beschreibt positive gemeinsame Unternehmungen und erkennt den Zwiespalt seines Vaters, der gern mehr Zeit für seine Familie aufgebracht hätte. Auf die gegenwärtige Situation bezogen, beschreibt er die zeitweilige Distanz zu seiner Mutter, von der er nicht weiß, wie er sie in ihrer Trauer unterstützen kann. Finn setzt sich in seinen Tagebucheintragungen auch mit den Reaktionen der Umwelt im Zusammenhang mit dem frühen Tod des Vaters auseinander. Er beschreibt diese als wenig hilfreich. Kurz nach dem Todes erlebt er die Zuwendungen als zu geballt und undifferenziert, in der Folge sieht er sich, seine Mutter und seinen jüngeren Bruder auf sich allein gestellt. Auch die Schuldfrage wird für Finn Thema. Er sieht den Schuldigen in dem Freund des Vaters, da ohne diesen der Vater nicht an dem Flug teilgenommen hätte und auch bei der Flugzeugbesatzung, die die Situation während des Flugs falsch beurteilt hätte. Hilfreiche Personen, die Finn bei der weiteren Trauerbewältigung unterstützen, sind die Freundschaft zu seiner Freundin Melanie sowie die Beziehung zu seinem jüngeren Bruder Derek, der eine offensivere Form der Trauerbewältigung entwickelt hat. Auch seine Mutter, die sich um ihn zu unterstützen, die Haare weiß färben lässt, wird in dieser Phase positiv erlebt. Die Beziehung zum Großvater wird ambivalent beschrieben. Zum einen fühlt sich Finn dadurch, dass der Großvater stark in der Vergangenheit verhaftet ist, zu stark in diese hineingezogen und erkennt, dass ein Festhalten an Vergangenem keine Lösung ist, zum anderen tragen symbolische Handlungen des Großvaters, wie das Pflanzen eines Baumes für den Vater, dazu bei, dass Finn sich dem Leben wieder mehr zuwenden kann und sich dem Schmerz, den Vater verloren zu haben, stellen kann. Sein Fazit ist, dass das Leben eines jeden „groß und wunderschön“ ist. Bei der Frage, was nach dem Tod kommen mag, gelangt er zu der inneren Erkenntnis, dass sein Vater Licht war.
Die Frage, warum seine Haare weiß wurden, konnte von Finn nicht abschließend beantwortet werden. Als mögliche Erklärungen wurden von ihm und seinem Umfeld Nervenschock, der Wunsch, selbst Geist zu werden, um mit dem Vater wieder vereint zu sein oder auch ein Gefühl der Mitverantwortung am Tod des Vaters genannt.

## Rezeption
Das Buch, Der letzte unsichtbare Junge, wurde 2011 in der Sparte Kinderbuch zum Deutschen Jugendliteraturpreis 2011 nominiert. In einer Buchbesprechung der Süddeutschen Zeitung wird das Buch als ein sehr ehrgeiziges Projekt bezeichnet, das durch seine literarischen Kraft aus dem herkömmlichen Rahmen der Kinderliteratur herausfällt. Der letzte unsichtbare Junge wurde vom ekz.bibliotheksservice im Kontext der Aktion Bücher für Jungs präsentiert. Die Aktion beruht auf der Konzeption der Auswahlliste von 2008, die unter dem Motto „Ran an die Jungs“ veröffentlicht wurde. Hintergrund ist die Erkenntnis, dass Jungs nur dann zum Buch greifen, wenn geeignete Bücher angeboten werden.

## Ausgabe
- Evan Kuhlman: Der letzte unsichtbare Junge.  Übers. Uwe-Michael Gutzschhahn. Mit Comics von J.P. Coovert. dtv junior, München 2010, ISBN 978-3-423-76001-0.